# جريدة القبالة وصحة المرأة
جريدة القبالة وصحة المرأة (بالإنجليزية: Journal of Midwifery & Women's Health")‏، هي جريدة نصف شهرية تستعرض الرعاية الصحية وتشمل القبالة وصحة المرأة. هي الجريدة الرسمية للكلية الأمريكية لرعاية القبلات.